# Флокс Друммонда
Флокс Дру́ммонда (лат. Phlox drummóndii) — однолетнее травянистое растение, вид рода Флокс (Phlox) семейства Синюховые (Polemoniaceae). Популярное садовое декоративное растение.
Вид назван в честь шотландского ботаника Томаса Друммонда (1793—1835), который был в экспедиции в Техасе в 1833—1835 годах и привёз этот вид флокса в Великобританию.

## Распространение
Родиной растения является юго-западная часть США (штаты Техас и Нью-Мексико) и Мексика. Растение широко культивируется в Северной Америке и Европе, выведено множество сортов с различной окраской венчика.

## Биологическое описание
Однолетнее травянистое растение высотой не более полуметра, с опушёнными стеблями. Не образует дернин, без ползучих побегов (в отличие от других видов флокса). Терофит.

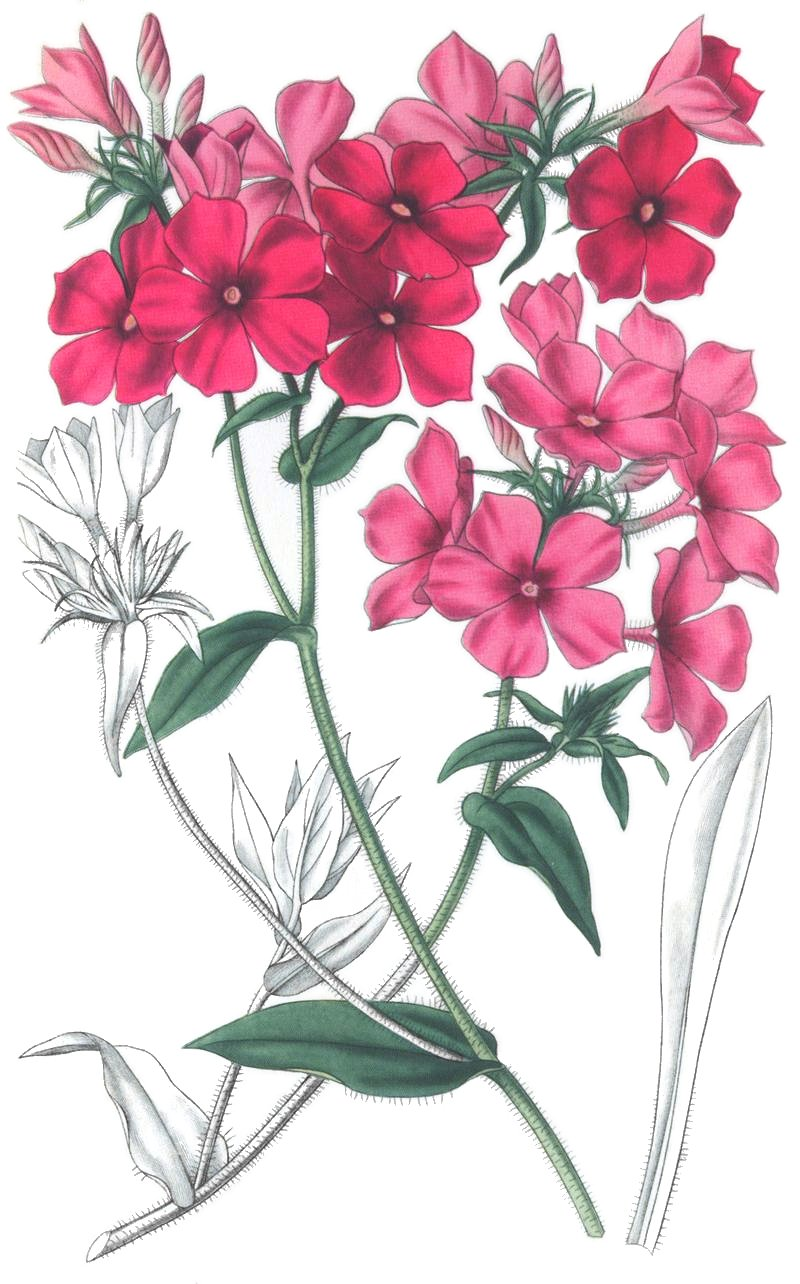
Флокс Друммонда. Ботаническая иллюстрация С. Кёртиса (1835)

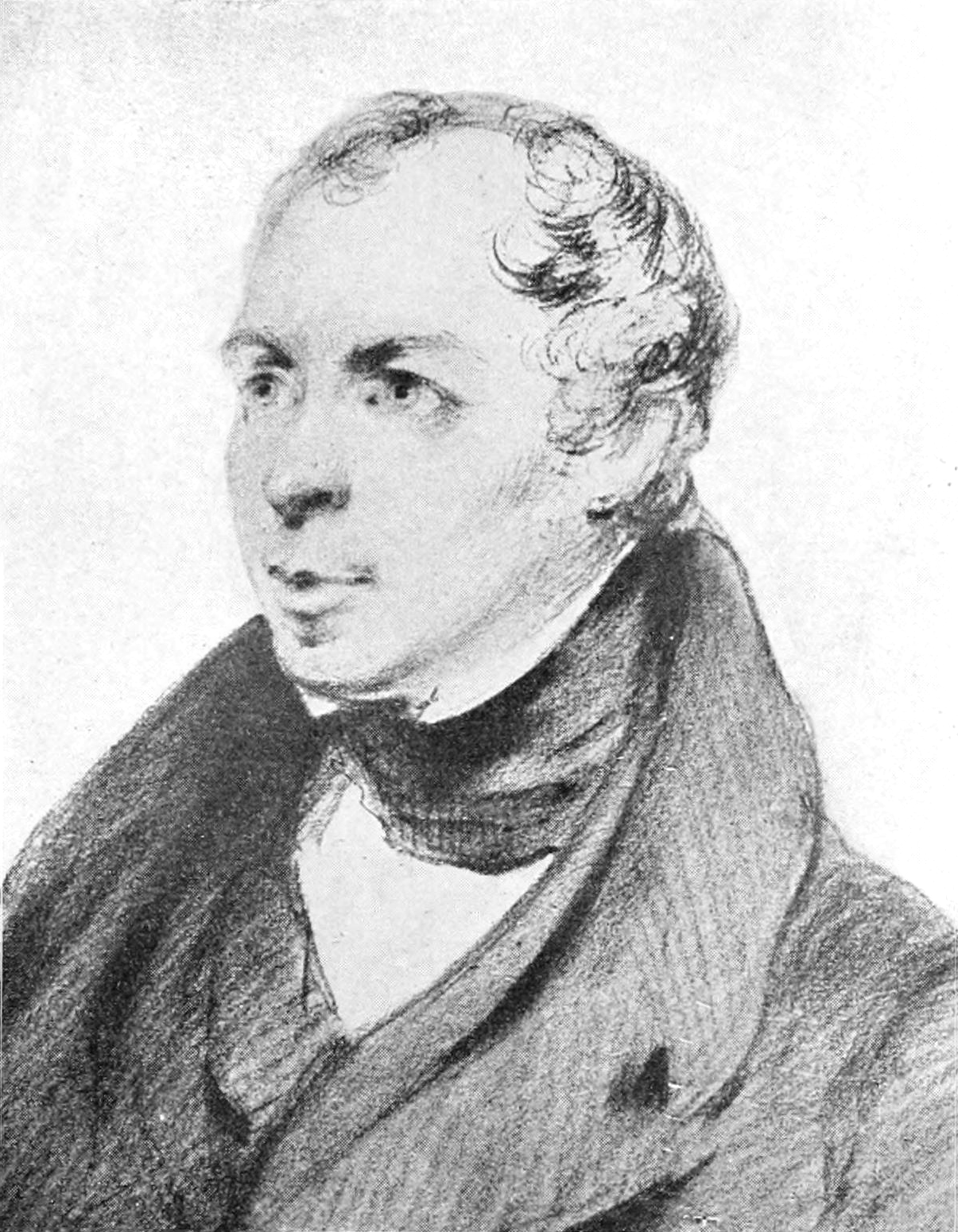
Томас Друммонд, в честь которого назван Флокс Друммонда

Листья цельные, светло-зелёные, от ланцетных до продолговато-обратнояйцевидных, шириной более 5 мм.
Соцветие рыхлое, без обёртки из листовидных прицветников. Чашечка свободная, пятираздельная. Венчик — с пятью лепестками, с долями на верхушке. Цвет венчика может быть красным, розовым, кремовым, пурпурным. Тычинок пять, они заключены в трубке венчика; пыльники прикреплены спинкой; пыльца сплюснуто-шаровидная. Завязь верхняя, сидячая, трёхгнёздная, с одним семязачатком в каждом гнезде.
Плод — овальная трёхгнёздная коробочка. В процессе созревания она разрастается, разрывая трубчатую чашечку до основания. Семена бескрылые.

## Сорта
Выведено большое число сортов. Один из наиболее известных — Phlox drummondii 'Sternensauber' [syn. Phlox drummondii 'Twinkle'], отличающийся карликовыми размерами (до 10 см в высоту) и звёздчатыми цветками с заострёнными лепестками. Окраска сортов разнообразна. По высоте различают: низкорослые 10-20 см, среднерослые 21-40 см и высокорослые >40 см сорта. По форме цветков выделяют: немахровые – звездчатые, колесообразные, и махровые.  

## Агротехника
Растения этого вида хорошо растут на плодородной, хорошо дренированной почве, как на солнечных местах, так и при некотором затенении; устойчивы к заморозкам. В период роста растениям требуется достаточное количество влаги.
Зоны морозостойкости — от 6 до 10.

## Синонимы
По информации базы данных The Plant List (2013), в синонимику вида входят следующие названия:
- Armeria drummondii (Hook.) Kuntze
- Polemonium drummondii (Hook.) Kuntze